# Антоній Лобос

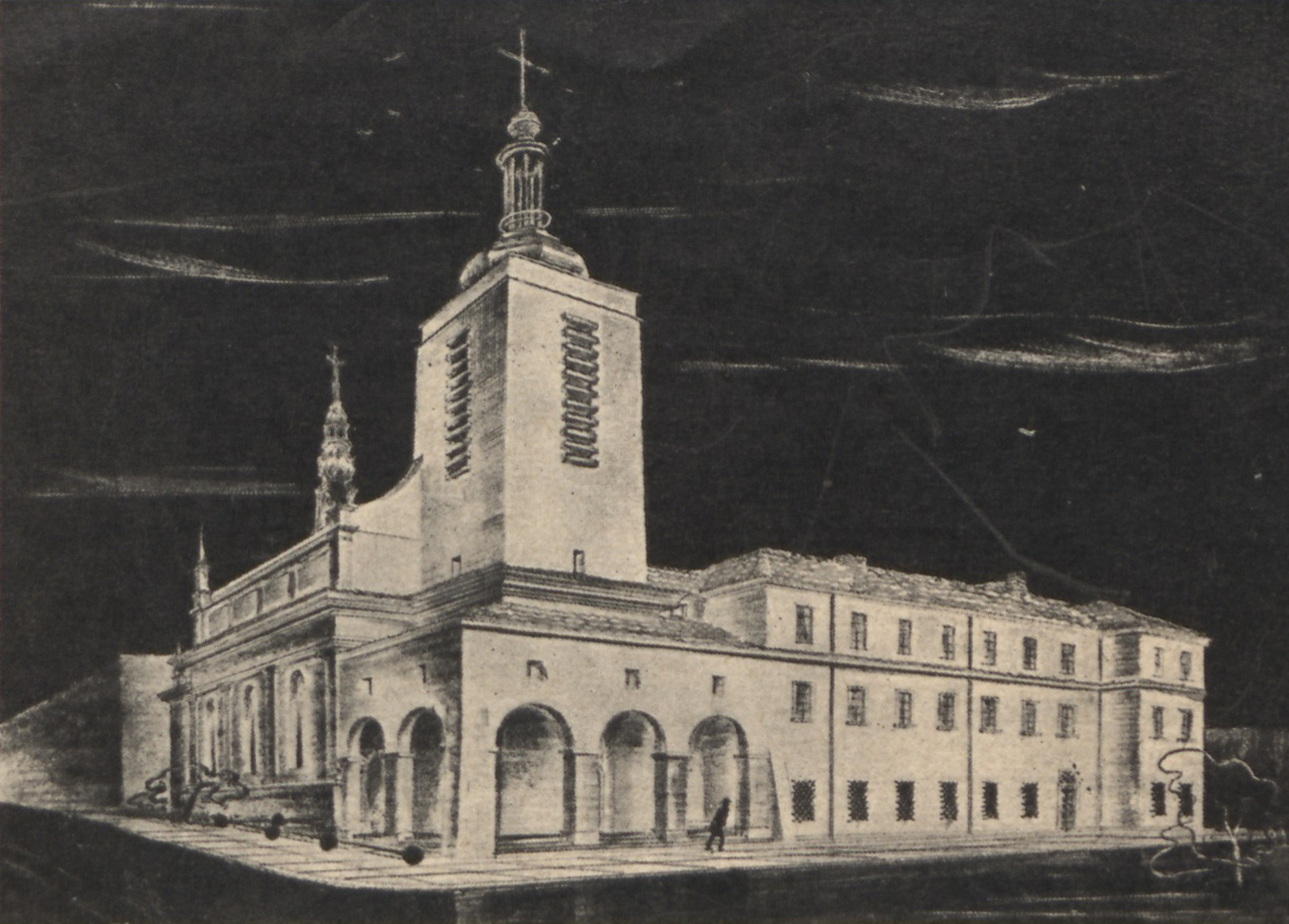
Проєкт перебудови монастиря кларисок у Львові

Антоній Міхал Лобос (пол. Antoni Michał Łobos, 1903, Вельополе — 3 серпня 1945, Свідниця) — польський архітектор, художник. 

## Біографія
Антоній Міхал Лобос народився 1903 року в селі Вельополе Новосондецького повіту. 1922 року закінчив гімназію в Новому Сончі. Навчався на архітектурному факультеті Львівської політехніки. Під час навчання виїздив до Італії. 1933 року отримав диплом. Ще 1932 розпочав роботу в дирекції Міністерства публічних робіт. Працював у Фонді військового квартирування в Городку, а також до 1939 — у міській раді Львова. Проживав на вулиці Городоцькій, 127 (за старою нумерацією). 1941 року переїхав до Кракова, де певний час працював рисівником у майстерні Адольфа Шишко-Богуша. 1945 року обійняв посаду заступника реставратора Воєводського управління у Кракові.
Антоній Лобос займався також акварельним живописом і графікою в дусі експресіонізму і символізму. Малював фігурні композиції і так звані «архітектурні фантазії» з мотивами старовинної архітектури. Брав участь у виставках Спілки студентів архітектурного факультету Львівської політехніки (1932), львівській виставці Товариства приятелів красних мистецтв (1934). Серед робіт відомо про «Полонез вампірів», експонований на виставці 1946 року. Входив до створеної 1932 року Львівської професійної спілки митців-пластиків.
Влітку 1945 року перебував у відрядженні в місті Свідниця, де 3 серпня загинув в автокатастрофі на площі Грюнвальдській. Похований у Свідниці на цвинтарі на алеї Бжозовій. 1946 року TPSP організувало посмертну виставку робіт Лобоса у Кракові. 1966 року в польському паризькому журналі «Kultura» № 11 (229) опубліковано оповідання Зигмунта Гаупта «Лютня, або путівник по Жовкві та її пам'ятках», де одним із героїв був архітектор Антек Лобос — реставратор замку. У тексті серед іншого точно перелічено інші міста, де йому доводилось працювати.

## Роботи
- Реставрація ратуші в Самборі[3] близько 1930 року.[8]
- Реставрація Жовківського замку за проєктом Лобоса під керівництвом Р. Новотного. Розпочата восени 1935 року. Відреставровано вхідний портал, відновлено первісний вигляд вікон та бійниць.[9]
- Колона-капличка «ліхтар померлих» від XVII ст. Встановлена 1938 року за проєктом Лобоса при вході до Янівського цвинтаря.[5]
- Вежа-дзвіниця костелу монастиря кларисок у Львові у формах функціоналізму і модернізованого бароко. Передпоховальна каплиця із входом з вулиці Личаківської.[5] За деякими даними спорудженню передував конкурс. Принаймні відомо про один альтернативний проєкт від Людомила Гюрковича. Лобос запропонував кілька відмінних варіантів дзвіниці, які активно дискутувались у 1936—1937 роках. Врешті, у 1938—1939 роках відтворено силует, відомий з історичного зображення XVIII століття. При цьому частину монастирської будівлі було розібрано, але заплановану на її місці аркадну галерею, яка мала оперізувати вежу, не реалізовано.[10]
- Реставрація ратуші в Раві-Руській.[3]
- Вілли у стилі функціоналізму в дільниці «Залізна Вода» (1930-ті, нині парк Львова).[5]
- Реставрація ренесансних кам'яниць у Перемишлі і Жовкві.[3]
- Гірська база в Бещадах.[3]
- Гірська база на хребті Прегиба.[3]
- Каплиця родини Банасів у Радочі.[3]
- Костел у селі Пашин (Новосондецький повіт).[3]
- Участь у реставрації Олеського замку.[3]

Нереалізовані
- Проєкт перебудови костелу в селі Загнанськ у Польщі.[3]
- Третє місце на конкурсі проєктів парафіяльного костелу в Коломиї 1938 року. Співавтори Оттон Федак і Ян Шварц.[11]
- Проєкти ресторанів у нижній частині Стрийського парку і в нинішньому парку ім. Франка (обидва у 1938—1939 роках, співавтор Ян Шварц).[5]
- Проєкт нового будинку Польського радіо у Львові на ділянці вулиці Драгоманова, 50 (1939). Будівництво було перервано через початок війни. 1979 року на його фундаментах споруджено корпус Львівського університету.[5]